# 西德·巴雷特歌曲列表
西德·巴雷特（英語：Syd Barrett，1946年 - 2006年）是一位英国音乐家，在短短两年的独唱生涯中录制了37首歌曲。巴雷特是英国摇滚乐队平克·弗洛伊德的创始成员之一，作为乐队早年的主导力量，创作了乐队首张专辑《The Piper at the Gates of Dawn》的大部分素材，之后为乐队第二张专辑《A Saucerful of Secrets》作出了贡献并且和乐队成员录制了一些未出版的歌曲。由于巴雷特日益加重的精神疾病，吉他手大卫·吉尔莫被录用作为他可能的替代者。 在他的病情加重之后，于1968年4月正式被平克·弗洛伊德排除在外。离开乐队后，巴雷特录制了两张个人专辑，在1970年发行，并于1972年离开音乐事业。
1969年，巴雷特回到录音室开始他的第一张专辑《The Madcap Laughs》的工作。它唯一的单曲《Octopus》在1969年11月发行。 制作专辑《The Madcap Laughs》进行了艰难的尝试，前后经历了五个不同的制作人，包括前乐队平克·弗洛伊德的大卫·吉尔莫、罗格·沃特斯以及巴雷特他自己。《The Madcap Laughs》这张专辑在1970年1月发行，受到评论家不错的评价，在商业排行榜上亦获得了较好的成绩，英国排行榜上达到了第40名。两个月后，巴雷特开始录制他的第二张也是最后一张专辑《Barrett》，由平克·弗洛伊德成员吉尔莫和理查德·赖特制作，录制时间比《The Madcap Laughs》更加分散。《Barrett》在1970年11月发行，但没有登上排行；这张专辑没有发行单曲。两年后，巴雷特签署了一份文件，结束了他与平克·弗洛伊德的合作关系以及未来唱片中的任何经济利益，并离开了音乐事业。 1974年《The Madcap Laughs》和《Barrett》被整合成一张专辑《西德·巴雷特》。在此之后的巴雷特几乎没有公开露面，并经历了几年的2型糖尿病，最终在2006年时于英国剑桥的家中去世，享年60岁。
几张关于巴雷特歌曲的精选集在巴雷特去世前后被发行。迷你专辑《The Peel Session》首先发行，包含了巴雷特1970年1月24日为John Peel Top Gear录制并表演的曲目以及未出版的歌曲《Two of a Kind》。1988年，巴雷特批准了《Opel》的发行，这份合集包含了几首未发行歌曲以及他的两张个人专辑录制的替代采样。1993年的套装《Crazy Diamond》包含了他的独唱专辑、《Opel》和更多的替代采样。合集《The Best of Syd Barrett: Wouldn't You Miss Me?》紧随其后发行，其中包含了巴雷特的受到高度追捧的歌曲《Bob Dylan Blues》；这首歌，连同《The Madcap Laughs》中的《Terrapin》和《Barrett》中的《Maisie》，反映了早期巴雷特对蓝调的兴趣。下一张精选集《An Introduction to Syd Barrett》包含了以前未发行的二十分钟器乐《Rhamadan》，将其作为CD的附赠曲目。在2016年，巴雷特早期在平克·弗洛伊德时期的歌曲《In the Beechwoods》、《Vegetable Man》和《Scream Thy Last Scream》被正式发布在平克·弗洛伊德的合集《The Early Years 1965–1972》之中；这几首歌原本要在此之前发布，但由于平克·弗洛伊德官方的阻碍，这些歌曲到2016年才得以发行。

## 列表

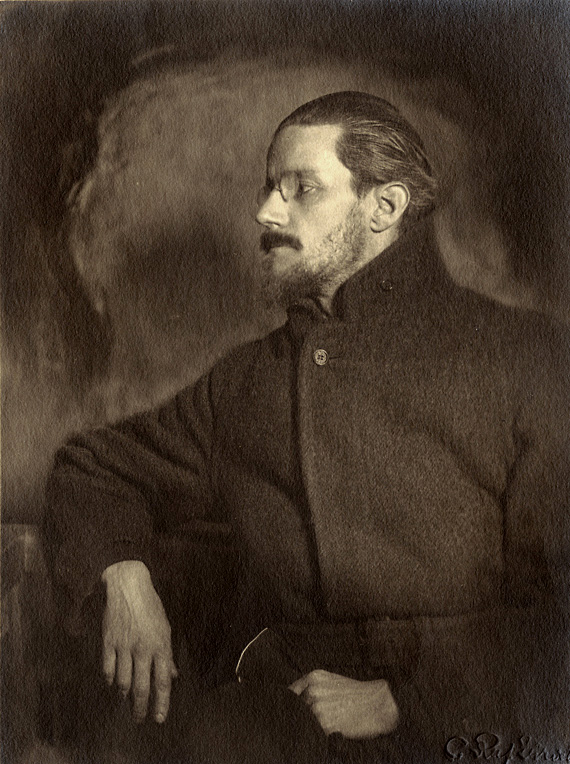
歌曲《Golden Hair》是基于詹姆斯·乔伊斯的一首诗来创作的。詹姆斯·乔伊斯被认为是这首歌的一个作者。

| † | 表示只在合辑中发行的曲目 |

| 歌曲                                              | 制作人                  | 最初收录专辑                                       | 年份 | 参考资料 |
| ------------------------------------------------- | ----------------------- | -------------------------------------------------- | ---- | -------- |
| 《Dark Globe》                                    | 大卫·吉尔摩 罗杰·华特斯 | 《The Madcap Laughs》                              | 1970 | [ 27 ]   |
| 《Here I Go》                                     | 马尔科姆·琼斯           | 《The Madcap Laughs》                              | 1970 | [ 27 ]   |
| 《Love You》                                      | 马尔科姆·琼斯           | 《The Madcap Laughs》                              | 1970 | [ 27 ]   |
| 《No Good Trying》                                | 马尔科姆·琼斯           | 《The Madcap Laughs》                              | 1970 | [ 27 ]   |
| 《No Man's Land》                                 | 马尔科姆·琼斯           | 《The Madcap Laughs》                              | 1970 | [ 27 ]   |
| 《Terrapin》                                      | 马尔科姆·琼斯           | 《The Madcap Laughs》                              | 1970 | [ 27 ]   |
| 《Feel》                                          | 大卫·吉尔摩 罗杰·华特斯 | 《The Madcap Laughs》                              | 1970 | [ 28 ]   |
| 《Golden Hair》                                   | 大卫·吉尔摩 罗杰·华特斯 | 《The Madcap Laughs》                              | 1970 | [ 28 ]   |
| 《If It's in You》                                | 大卫·吉尔摩 罗杰·华特斯 | 《The Madcap Laughs》                              | 1970 | [ 28 ]   |
| 《Late Night》                                    | 马尔科姆·琼斯           | 《The Madcap Laughs》                              | 1970 | [ 28 ]   |
| 《Long Gone》                                     | 大卫·吉尔摩 罗杰·华特斯 | 《The Madcap Laughs》                              | 1970 | [ 28 ]   |
| 《Octopus》                                       | 大卫·吉尔摩 罗杰·华特斯 | 《The Madcap Laughs》                              | 1970 | [ 28 ]   |
| 《She Took a Long Cold Look》                     | 大卫·吉尔摩 罗杰·华特斯 | 《The Madcap Laughs》                              | 1970 | [ 28 ]   |
| 《Baby Lemonade》                                 | 大卫·吉尔摩 理查德·赖特 | 《Barrett》                                        | 1970 | [ 30 ]   |
| 《Dominoes》                                      | 大卫·吉尔摩 理查德·赖特 | 《Barrett》                                        | 1970 | [ 30 ]   |
| 《It Is Obvious》                                 | 大卫·吉尔摩 理查德·赖特 | 《Barrett》                                        | 1970 | [ 30 ]   |
| 《Love Song》                                     | 大卫·吉尔摩 理查德·赖特 | 《Barrett》                                        | 1970 | [ 30 ]   |
| 《Maisie》                                        | 大卫·吉尔摩 理查德·赖特 | 《Barrett》                                        | 1970 | [ 30 ]   |
| 《Rats》                                          | 大卫·吉尔摩 理查德·赖特 | 《Barrett》                                        | 1970 | [ 30 ]   |
| 《Waving My Arms in the Air/I Never Lied to You》 | 大卫·吉尔摩 理查德·赖特 | 《Barrett》                                        | 1970 | [ 32 ]   |
| 《Wined and Dined》                               | 大卫·吉尔摩 理查德·赖特 | 《Barrett》                                        | 1970 | [ 32 ]   |
| 《Wolfpack》                                      | 大卫·吉尔摩 理查德·赖特 | 《Barrett》                                        | 1970 | [ 32 ]   |
| 《Effervescing Elephant》                         | 大卫·吉尔摩 理查德·赖特 | 《Barrett》                                        | 1970 | [ 32 ]   |
| 《Gigolo Aunt》                                   | 大卫·吉尔摩 理查德·赖特 | 《Barrett》                                        | 1970 | [ 32 ]   |
| 《Two of a Kind》 †                               | 约翰·沃尔特斯           | 《The Peel Session》                               | 1987 | [ 18 ]   |
| 《Birdie Hop〉 †                                  | 大卫·吉尔摩             | 《Opel》                                           | 1988 | [ 36 ]   |
| 《Lanky (Part 1)》 †                              | 彼特·詹纳               | 《Opel》                                           | 1988 | [ 36 ]   |
| 《Let's Split》†                                  | 大卫·吉尔摩             | 《Opel》                                           | 1988 | [ 36 ]   |
| 《Milky Way》†                                    | 大卫·吉尔摩             | 《Opel》                                           | 1988 | [ 36 ]   |
| 《Swan Lee (Silas Lang)》 †                       | 彼特·詹纳               | 《Opel》                                           | 1988 | [ 36 ]   |
| 《Wouldn't You Miss Me》 †                        | 大卫·吉尔摩 罗杰·华特斯 | 《Opel》                                           | 1988 | [ 36 ]   |
| 《Clowns and Jugglers》 †                         | 马尔科姆·琼斯           | 《Opel》                                           | 1988 | [ 35 ]   |
| 《Dolly Rocker》 †                                | 大卫·吉尔摩             | 《Opel》                                           | 1988 | [ 35 ]   |
| 《Opel》†                                         | 马尔科姆·琼斯           | 《Opel》                                           | 1988 | [ 35 ]   |
| 《Word Song》 †                                   | 大卫·吉尔摩             | 《Opel》                                           | 1988 | [ 35 ]   |
| 《Bob Dylan Blues》 †                             | 大卫·吉尔摩             | 《The Best of Syd Barrett: Wouldn't You Miss Me?》 | 2001 | [ 21 ]   |
| 《Rhamadan》 †                                    | 彼特·詹纳 马尔科姆·琼斯 | 《An Introduction to Syd Barrett》                 | 2010 | [ 24 ]   |

## 备注
1. ↑  词由巴雷特和乔伊斯共同创作。曲由巴雷特以詹姆斯·乔伊斯的诗为基础创作。[28][29]
2. ↑  为1994年重新发行《Barrett》，《Waving My Arms in the Air》和《I Never Lied to You》被分成两个单独的曲目。[31]
3. ↑  《Two of a Kind》 被加入专辑《The Peel Session》并且出现在其他合集中，包括《The Best of Syd Barrett: Wouldn't You Miss Me?》。[21] 但是，据报道，理查德·赖特写了这首歌，但巴雷特坚持认为这是他自己的作品[33]，并希望把它收录到自己的专辑《The Madcap Laughs》中。[34]
4. ↑  1970年1月24日为John Peel Top Gear演奏而录制。[18]
5. 1 2 3 4 5  唱片公司在专辑《Opel》 记入“Dave Gilmour”[35][36]
6. ↑  《Wouldn't You Miss Me》是一个《Dark Globe》的早期版本。[6]
7. ↑  《Clowns and Jugglers》是《Octopus》的早期版本之一。[6]
8. ↑  曲目的一个在线下载的选项给与了CD发行版。[24]

## 文献
- Chapman, Rob.  Paperback. London: Faber. 2010. ISBN 978-0-571-23855-2.
- Manning, Toby.  1st. London: Rough Guides. 2006. ISBN 1-84353-575-0.
- Palacios, Julian.  Rev. London: Plexus. 2010. ISBN 0-85965-431-1.
- Di Perna, Alan; Kitts, Jeff; Tolinski, Brad. Kitts, Jeff , 编.  1st. Milwaukee, WI: Hal Leonard. 2002. ISBN 978-0-634-03286-8.
- Povey, Glenn. . Mind Head Publishing. 2008 [2007]. ISBN 978-0-9554624-1-2.
- Schaffner, Nicholas.  First. Sidgwick & Jackson. 1991. ISBN 978-0-283-06127-1.
- Watkinson, Mike; Anderson, Pete. . Omnibus Press. 2001. ISBN 978-0-711-98835-4.